# Aiperi Medet Kyzy
Aiperi Medet Kyzy (30 marzo 1999) è una lottatrice kirghisa, specializzato nella lotta greco-romana.

## Palmarès
- Mondiali

Oslo 2021: bronzo nei 76 kg.
- Campionati asiatici

Nuova Delhi 2020: argento nei 76 kg.
Almaty 2021: argento nei 76 kg.
Ulaanbaatar 2022: oro nei 76 kg.
- Giochi asiatici

Giacarta 2018: bronzo nei 76 kg
- Giochi asiatici indoor e di arti marziali

Ashgabat 2017: bronzo nei 75 kg.
- Giochi della solidarietà islamica

Baku 2017: bronzo nei 75 kg.